# Eridolius sinensis
Eridolius sinensis là một loài tò vò trong họ Ichneumonidae.